# NGC 602
NGC 602 је расејано јато са емисионом маглином у сазвежђу Хидрус које се налази на NGC листи објеката дубоког неба.
Деклинација објекта је - 73° 33' 26" а ректасцензија 1h 29m 26,4s. Привидна величина (магнитуда) објекта NGC 602 износи 15,1. NGC 602 је још познат и под ознакама ESO 29-SC43.